# Gästvåningen

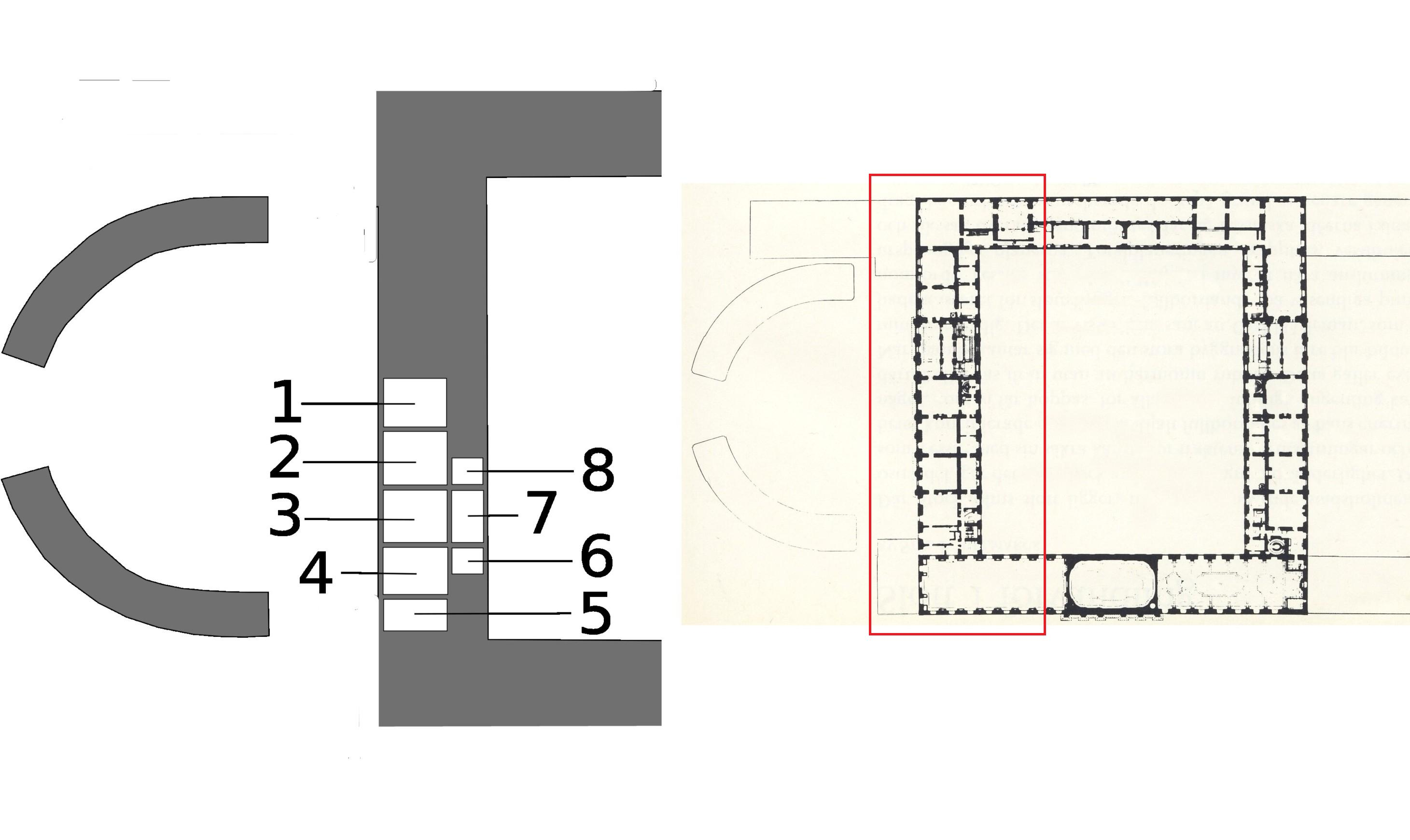
Planskiss över rummen i Gästvåningen.
1: Drabantsalen
2: Empiresalongen
3: Meleagersalongen
4: Stora sängkammaren
5: Lilla sängkammaren
6: Inre sängkammaren
7: Inre salongen
8: Margaretarummet

Gästvåningen (även Stora gästvåningen) återfinns två trappor upp i västra längan på Stockholms slott och används sedan 1870-talet som bostad för gästande statsöverhuvuden vid statsbesök till Sverige. Rummen fick sin ursprungliga inredning på 1760-talet under Jean Eric Rehns ledning, då de inreddes för Gustav III:s bror Fredrik Adolf. Bruttoarean är cirka 510 m².
I Gästvåningen ligger en del av de rum som visas för allmänheten i den entresolerade rumsfilen, med fönster mot inre borggården. Tre av våningens utställda rum ligger i den mindre entresolerade rumsfilen, med fönster mot inre borggården.

## Våningens rum

### Drabantsalen
Drabantsalen var ursprungligen ett vaktrum, vilket de stramare hjälmdekorationerna i taket vittnar om. I rummet hänger porträtt av Karl X Gustav och Karl XI, utförda av David Klöcker Ehrenstrahl, samt av Karl XII, det sistnämnda osignerat. I rummet finns dessutom mindre porträtt av berömda svenska herrar från 1500- 1600- och 1700-talen.
I rummet finns även skåp i barock, troligtvis av holländskt ursprung, och så kallade kronstolar av holländsk-engelsk typ. Ett bord med mosaik var en gåva från påve Pius IX till änkedrottning Josefina på 1870-talet. Framför fönstren står de empirevaser, utförda i malakit, som skänktes av tsar Nikolaj I till kung Oscar I vid mitten av 1800-talet.

### Empiresalongen

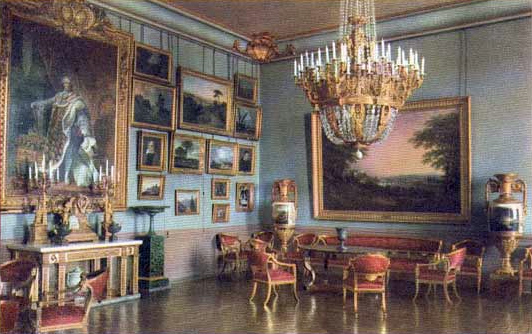
Empiresalongen, 1940-1950-tal.

Empiresalongen var ursprungligen Fredrik Adolfs förmak eller matsal. Rummets tapeter vävdes i Bryssel omkring år 1700. De ingår i en svit av tapeter, som tillhört drottning Hedvig Eleonora, och visar motiv ur antika gudalegender, hämtade ur Ovidius Metamorphoses. Spegelöverstycket är ritat av Jean Eric Rehn år 1770. Rummets möbler är i Karl Johansstil (empire) med egyptiserande detaljer. De utfördes till Oscars (I) och Josefinas bröllop 1823. Sekretären i sengustaviansk stil är Carl Fredrik Ekströms mästerstycke från 1797, då han arbetade i Gottlieb Iwerssons verkstad. Ovanpå sekretären står en vas i älvdalsporfyr. Golvurnorna är utförda vid porslinsmanufakturen i Sankt Petersburg. Rummets ljuskrona är utförd i Stockholm omkring 1830 av Reinhold Fredrik Lindroth. Pendylen på spiselhyllan är signerad Claude Galle, cirka 1810.

### Meleagersalongen

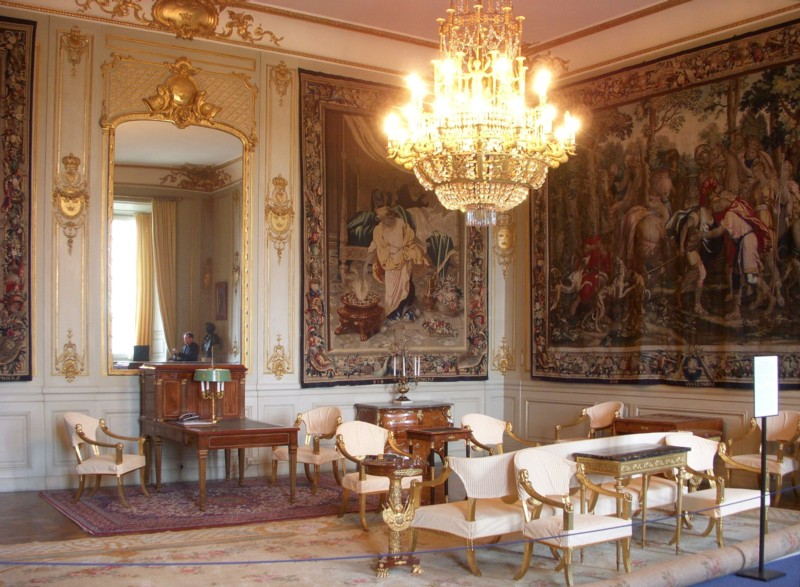
Meleagersalongen 2011.

Meleagersalongen används vid statsbesök, då ordnar och andra officiella gåvor utväxlas i rummet. Salongen är inredd i en blandstil mellan rokoko och gustaviansk stil. Dörröverstyckenas jaktscener är målade av Jean-Baptiste Oudry och köptes till slottet på 1740-talet. I rummet finns även ett kabinettspiano i mahogny med pilastrar i vit marmor. Det är tillverkat i Stockholm 1818 av Johan Söderberg. De två byråarna i rokoko utfördes till kronprins Gustavs (III) och prinsessan Sofia Magdalenas bröllop 1766. Skrivbordet som tillhört Gustav IV Adolf är Anders Sundströms mästerstycke från 1794. I rummet finns också en byst i marmor av Karl XIV Johan, utförd av Johan Niclas Byström.
Namnet Meleagersalongen kommer av de vävda tapeterna på väggarna. De är utförda i Bryssel och ingick i Ulrika Eleonora dä:s hemgift. De visar motiv ur legenden om Meleagros, även kallad Meleager.

### Stora sängkammaren

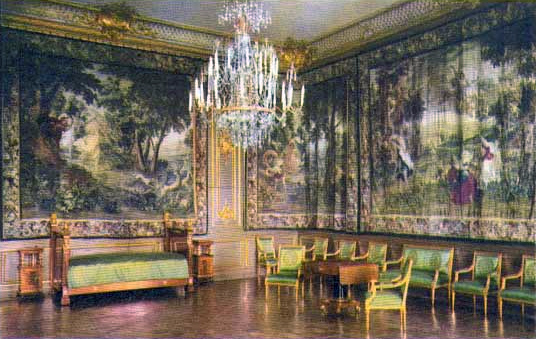
Stora sängkammaren, 1940-1950-tal.

Stora sängkammaren restaurerades på 1960-talet, och då återfick boaseringen på väggarna sin ursprungliga färgsättning. Väggfältens röda sidendamast vävdes efter ett mönster från 1700-talet. De målade dörröverstyckena är av François Bouchers hand. I rummet finns en ljuskrona från 1700-talets senare hälft, troligen från Ryssland. Ett kassaskåp, utformat som en järnkamin, är utfört av Johan Schmidt d.y. i Stralsund omkring år 1800. Sängkammaren inrymmer även en byrå utförd av Lorentz Nordin i Stockholm omkring 1755. Det ovala porträttet av hertig Fredrik Adolf ovanför byrån är målat av Jonas Forsslund. Även de två byråarna under fönstren är av Nordins hand.

### Lilla sängkammaren
Den lilla sängkammaren är en del av det rum som på 1700-talet fungerade som hertigens kabinett. Rummet fick sin inredning i gustaviansk stil på 1790-talet, efter att kabinettet delats. I rummet finns ett bord dekorerat med glas som imitationsmålats som porfyr, troligen tillverkat av Jean Baptiste Masreliez, samt ett brickbord som kan vara av Georg Haupts hand.

### Inre sängkammaren
Den inre sängkammaren var ursprungligen till för Fredrik Adolfs kammartjänare. I rummet finns målningar som tillskrivs Frans Francken den yngre och Jan Brueghel den yngre, en byrå i rokoko av Christian Linnings hand och ett toalettbord i empire av Johan Öman, samt stolar utförda av Erik Öhrmark. Johan Öman (1789-1833) blev ämbetsmästare 1815, han arbetade i empire och gjorde även möbler till Rosendal på Djurgården. Öman var en mycket skicklig snickare och god formgivare. Rummets kakelugn kan vara tillverkad vid Rörstrand.

### Inre salongen
Inre salongen fick sin nuvarande inredning 1794, i så kallad pompejansk stil, inspirerad av fynden från de arkeologiska utgrävningarna i Pompeji under 1700-talet. Genrebilderna på innerväggen är utförda av Pehr Hilleström, målningen av två barn i ett parklandskap är av François Gérards hand. I rummet finns också två gustavianska bokskåp med jalusidörrar, utförda av Georg Haupt, samt taburetter av Erik Öhrmark, utförda på 1790-talet. Sidenet på väggarna sattes upp på 1960-talet.
I rummet finns också ett broderi som lär vara utfört av Gustav III:s syster Sofia Albertina.

### Margaretarummet
Margaretarummet är uppkallat efter kronprinsessan Margareta (1882–1920). Kronprinsessan var en konstnärssjäl och ägnade sig åt olje- och akvarellmåleri. Några av hennes oljemålningar visas i Margaretarummet. I rummet finns även byster föreställande kung Karl XIII och drottning Charlotta, utförda av Johan Tobias Sergel. Framför fönstret står en resesekretär utförd av Georg Haupt, sannolikt på beställning av hertig Fredrik Adolf.